# Ri Jo-guk
Ri Jo-guk (Pionyang, Corea del Norte) es un futbolista profesional norcoreano que juega como delantero y su equipo actual es el Ryomyong SC. Es internacional con la Selección de fútbol de Corea del Norte desde el 21 de junio del 2024.

## Selección nacional.

### Juegos Asiáticos 2022
En los Juegos Asiáticos 2022, Ri Jo-guk fue escogido por Sin Yong-nam para formar parte del equipo nacional de Corea del Norte la competición fue disputado en Hangzhou, China.
Corea del Norte quedó en el Grupo F, junto a Taipéi, Kirguistán e Indonesia. En esta etapa, Ri fue titular en los tres partidos de la fase de grupos, donde Corea del Norte venció a Taipéi por 2-0, en donde Ri anotó el primer gol, el segundo partido, Corea del Norte venció a Kirguistán por 1-0y a Indonesia por la mínima diferencia, en el último partido del grupo.
En los octavos de final, Corea del Norte venció a la selección de Baréin por 2-0.Sin embargo, en los cuartos de final, enfrentaron a Japón y perdieron por 2-1. Durante este partido, Ri recibió una tarjeta amarilla en el minuto 69 y fue sustituido en el minuto 71.
Al final del partido, los jugadores norcoreanos protestaron de forma agresiva al árbitro del partido por su desempeño.

### Selección absoluta
Ri Jo-guk fue convocado por primera vez para la doble jornada en la que Corea del Norte enfrentó a Japón, primero como visitante y luego como local. En el primer partido, Ri permaneció en el banquillo y no ingresó al campo. En el segundo encuentro, Corea del Norte solicitó un cambio de fecha y sede, pero la FIFA rechazó la petición, otorgando la victoria a Japón por 3-0.
En la última jornada clasificatoria, Sin Yong-nam convocó nuevamente a Ri para los partidos contra Siria y Birmania, que se jugaron en una sede neutral en Laos.
En el primer partido, Ri Jo-guk fue titular contra Siria, jugando los primeros 45 minutos antes de ser sustituido en el segundo tiempo. El encuentro finalizó 1-0 a favor de Corea del Norte, con un gol de Jong Il-gwan.
En el segundo partido, Ri Jo-guk fue titular y anotó un triplete, llevando al equipo norcoreano a una victoria de 4-1 sobre Birmania y asegurando la clasificación a la siguiente ronda. En este partido marcó el primer gol internacional de Ri y su primer triplete.

## Clubes
| Club         | País            | Año     |
| ------------ | --------------- | ------- |
| Pyongyang SC | Corea del Norte | 2017-?? |
| Ryomyong SC  | Corea del Norte | ??-     |